# Bungarus slowinskii
Bungarus slowinskii е вид змия от семейство Elapidae. Видът е уязвим и сериозно застрашен от изчезване.

## Разпространение
Разпространен е във Виетнам.